# Acanthoscelidius
Genre
Acanthoscelidius Hustache, 1930 est un genre d'insectes coléoptères appartenant à la famille des Curculionidae. C'est le nouveau nom de Acanthoscelis Dietz, 1896 déjà occupé par Dejean, 1825 (Carabidae), Acnatharthrus Marshall, 1939 est un synonyme (nouveau nom secondaire).

## Liste d'espèces
Selon ITIS:
- Acanthoscelidius acephalus (Say, 1824)
- Acanthoscelidius californicus (Dietz, 1896)
- Acanthoscelidius curtus (Say, 1831)
- Acanthoscelidius frontalis (Dietz, 1896)
- Acanthoscelidius griseus (Dietz, 1896)
- Acanthoscelidius guttatus (Dietz, 1896)
- Acanthoscelidius ilex (Dietz, 1896)
- Acanthoscelidius isolatus Sleeper, 1955
- Acanthoscelidius mendicus (Dietz, 1896)
- Acanthoscelidius perplexus (Dietz, 1896)
- Acanthoscelidius pusillus (Dietz, 1896)
- Acanthoscelidius tarsalis (Dietz, 1896)
- Acanthoscelidius utahensis (Tanner, 1934)